# Gaojia (köpinghuvudort i Kina, Zhejiang Sheng, lat 29,00, long 119,03)
Gaojia (kinesiska: 高家镇) är en köpinghuvudort i Kina. Den ligger i provinsen Zhejiang, i den östra delen av landet, omkring 180 kilometer sydväst om provinshuvudstaden Hangzhou. Antalet invånare är 48 416. Befolkningen består av 23 926 kvinnor och 24 490 män. Barn under 15 år utgör 15,0 %, vuxna 15-64 år 72 %, och äldre över 65 år 11,0 %.
Runt Gaojia är det ganska tätbefolkat, med 185 invånare per kvadratkilometer. Närmaste större samhälle är Quzhou, 16,4 km väster om Gaojia. Trakten runt Gaojia består till största delen av jordbruksmark.
Genomsnittlig årsnederbörd är 2 285 millimeter. Den regnigaste månaden är juni, med i genomsnitt 470 mm nederbörd, och den torraste är oktober, med 48 mm nederbörd.